# Dean-Charles Chapman
Dean-Charles Chapman (ur. 7 września 1997 w Esseksie) – brytyjski aktor telewizyjny, teatralny i filmowy.

## Życiorys
W 2005 dołączył do obsady musicalu Billy Elliot, opartego na filmie o takim samym tytule. Początkowo grał jednego z chłopców, później wcielił się w postać Michaela, przyjaciela głównego bohatera. W 2009 otrzymał tytułową rolę, którą wykonywał do 2011. W 2007 debiutował w jednym z odcinków serialu Na sygnale. W 2012 zagrał główną rolę w sitcomie The Revolting World of Stanley Brown produkowanym przez CBBC. W 2013 pojawił się na planie Gry o tron w roli Martyna Lannistera. W kolejnym sezonie tej produkcji wcielił się w postać króla Tommena Baratheona, awansując następnie do głównej obsady. W 2014 zadebiutował w filmie, grając w Zanim zasnę u boku Nicole Kidman i Colina Firtha. W 2019 wystąpił w filmie Król, który wyprodukował Netflix. Otrzymał też jedną z głównych ról w filmie 1917.

## Wybrana filmografia
- 2007: Na sygnale (serial TV)
- 2012: Cuckoo (serial TV)
- 2012: The Revolting World of Stanley Brown (serial TV)
- 2013: Gra o tron (serial TV)
- 2013: Biała królowa (miniserial)
- 2014: Glue (serial TV)
- 2014: Zanim zasnę
- 2015: Odważ się zdobyć faceta
- 2015: Ripper Street (serial TV)
- 2019: Król
- 2019: 1917
- 2024: Gwiezdne wojny: Akolita (serial TV)[4]